# Rugby-League-Regeln
Dies sind die Regeln der Sportart Rugby League, aus der Sportarten-Familie des Rugbysports.

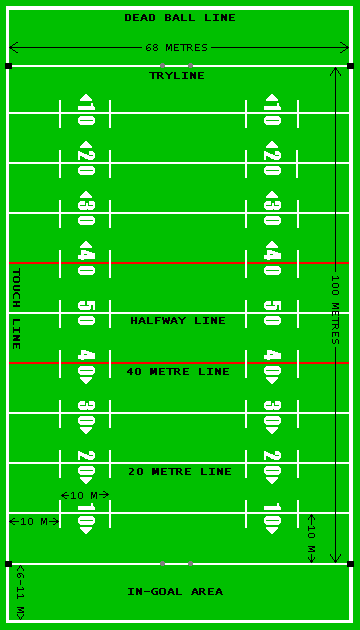
Typische Markierungen des Rugby League Felds

## Anzahl der Spieler
Es gibt 2 Mannschaften mit je 17 Spielern, von denen je 13 gleichzeitig spielen und vier als Auswechselspieler dienen. Die 13 Spieler, die ein Spiel beginnen, sind fest an ihre Position gebunden mit den Nummern 1–13 durchnummeriert, die vier Ersatzspieler tragen die Nummern 14–17.

## Das Rugby-League-Feld
Gespielt wird auf einem rechteckigen Feld, mit einer Länge von 120 Meter und einer Breite von 58–68 Meter. In der Mitte des Feldes ist die 50-Meter-„halfway“-Linie. Jede Seite ab der 50-Meter-Linie ist identisch und in 10-Meter-Abschnitte eingeteilt, die mit Linien markiert sind. Es gibt demnach eine 40-, 30-, 20- und eine 10-Meter-Linie. Danach kommt die Torlinie oder „Tryline“, die genau 100 Meter für das allgemeine Spiel begrenzen. Mittig auf der Torlinie stehen zwei Torpfosten in der Form des Buchstaben H, mit denen Extra-Punkte erzielt werden können. 6–12 Meter hinter der Torlinie ist die „dead ball line“. Die Fläche zwischen diesen zwei Linien wird „in-goal area“ genannt. Die Dead-Ball-Line und die Seitenlinien bilden die Grenzen des Spielfelds. Wenn der Ball oder Teile eines Spielers im Ballbesitz auf oder außerhalb der Linie den Boden berühren, wird der Ball als tot bezeichnet.

## Zählweise
Es gibt vier Möglichkeiten, um Punkte zu erzielen.
- Ein Versuch bringt vier Punkte und ist das wichtigste Mittel um zu punkten, dazu muss der Ball in der In-Goal-Area mit Druck auf dem Boden abgelegt werden.
- Nach einem Versuch hat die punktende Mannschaft die Möglichkeit, den Versuch mit einem Torschuss aufzuwerten und zwei Extra-Punkte zu erzielen.
- Ein Straftritt bringt zwei Punkte.
- Ein Dropgoal bringt einen Punkt.

Der Versuch zählt im Rugby League nur 4 Punkte, während er im „herkömmlichen“ Rugby Union 5 Punkte einbringt.